# Eric (Fußballspieler)
Eric, vollständiger Name Eric di Paula Lima, (* 14. Juli 1990 in São Paulo) ist ein ehemaliger brasilianischer Fußballspieler.

## Karriere
Der 1,92 Meter große Offensivakteur Eric stand mindestens seit 2011 in Reihen des brasilianischen Klubs J. Malucelli Futebol. Bis zum Jahresende 2012 sind vier Ligaeinsätze (kein Tor) im Staatsmeisterschaft von Paraná für ihn verzeichnet. In der ersten Jahreshälfte 2013 war er für Guarani EC (MG) aktiv und erzielte bei zehn Einsätzen im Staatsmeisterschaft von Minas Gerais drei Treffer. Anfang Juli 2013 wechselte er zu Ferroviária. Im Juli und August jenes Jahres lief er dort zweimal (kein Tor) in der Staatspokal von São Paulo auf. Ab Jahresanfang 2014 setzte er seine Karriere bei Toledo Colônia Work fort. Nach vier persönlich torlosen Einsätzen in der Staatsmeisterschaft von Paraná, begann er zur Jahresmitte ein Engagement beim Villa Nova AC, bei dem er vier Partien (kein Tor) in der Serie D absolvierte. Mitte September 2014 schloss er sich ADRC Icasa an. Für den Klub bestritt er zwölf Serie-B-Spiele und schoss ein Tor. Im Februar 2015 wechselte er nach Uruguay zu Centro Atlético Fénix. Lediglich zweimal (kein Tor) wurde der bei den Montevideanern in der Primera División eingesetzt. Seit Jahresbeginn 2016 ist er für SE Gama aktiv. Bei den Brasilianern lief er dreimal (ein Tor) in der Copa Verde auf. 2016 spielte er wieder für Icasa. Noch im selben Jahr ging seine Reise weiter. Eric tingelt seitdem durch verschiedene unterklassige Klubs, dabei hat er in der Regel keine Anstellung, die länger dauerte wie für einen Wettbewerb. Von 2020 bis 2021 versuchte er sich in Angola. 2022 spielte noch für unterklassige Klubs und beendete dann seine aktive Laufbahn.